# Gottfrid Dufström
Erik Gottfrid Dufström, född den 13 november 1896 i Hosjö församling, Kopparbergs län, död den 3 september 1960 i Hedemora landsförsamling, var en svensk konstnär.
Han var son till Esaias Dufström och Anna Ersson och gift med Märtha Dahlgren. Dufström studerade vid Wilhelmsons målarskola i Stockholm. Separat ställde han ut på Gummesons konsthall i Stockholm 1925 samt i Ludvika och Hedemora, han medverkade i samlingsutställningar med Dalarnas konstförening. Han var från 1930-talet verksam i Vikmanshyttan fram till sin död. Hans konst består av stilleben, figursaker, porträtt och landskapsmålningar i olja, pastell eller akvarell. Dufström är begraven på Hedemora kyrkogård.